# Когуна (Вікторія)
Когуна (англ. Cohuna)  — місто в австралійському штаті Вікторія, розташоване за 274 км на північ від міста Мельбурн. Згідно з переписом 2006, чисельність населення міста становила 2853 особи.

## Галерея

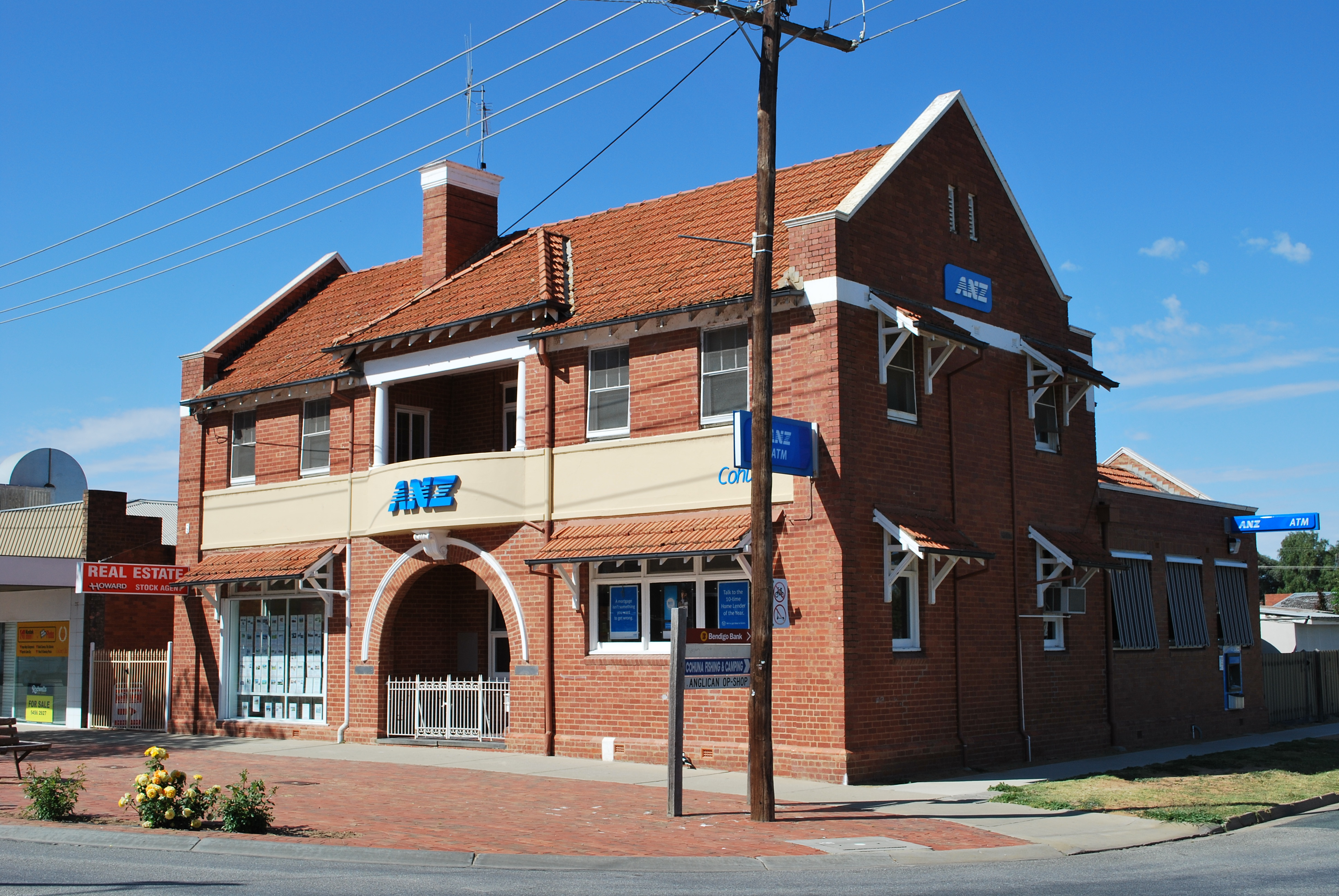
Відділення банку ANZ Bank в місті.
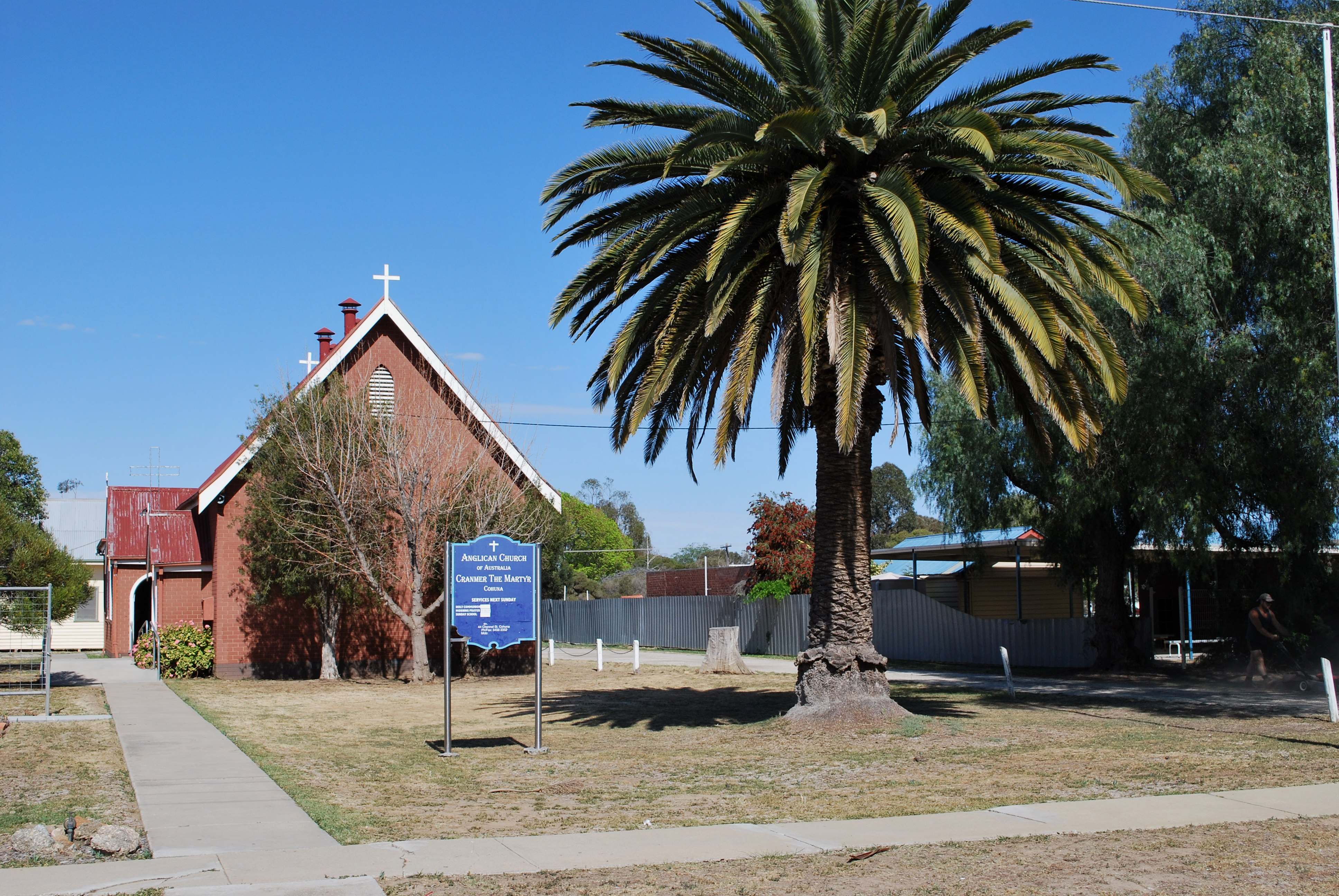
Англіканська церква в Когуна.
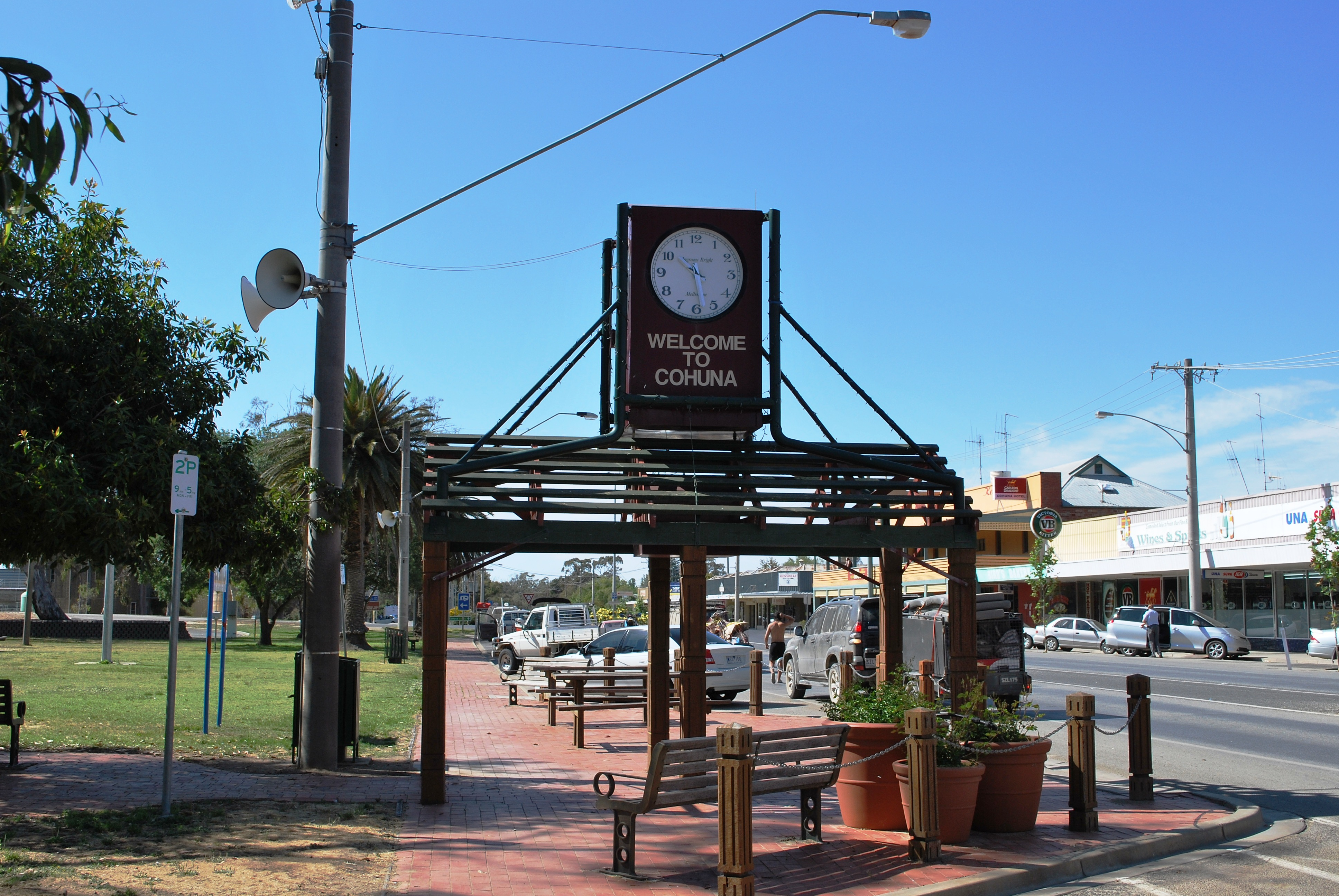
Баштовий годинник при в'їзді в місто.
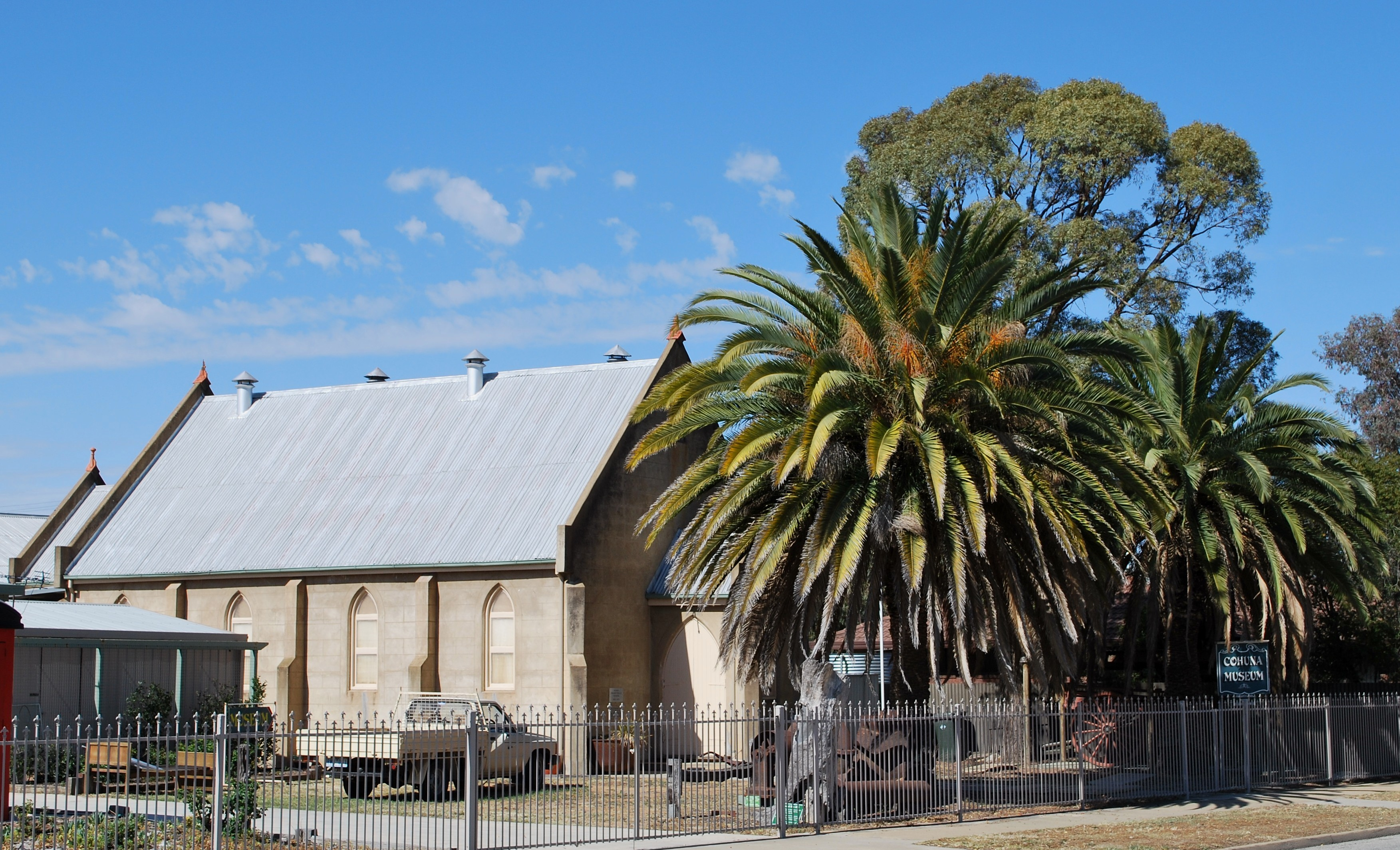
Музей Когуна.
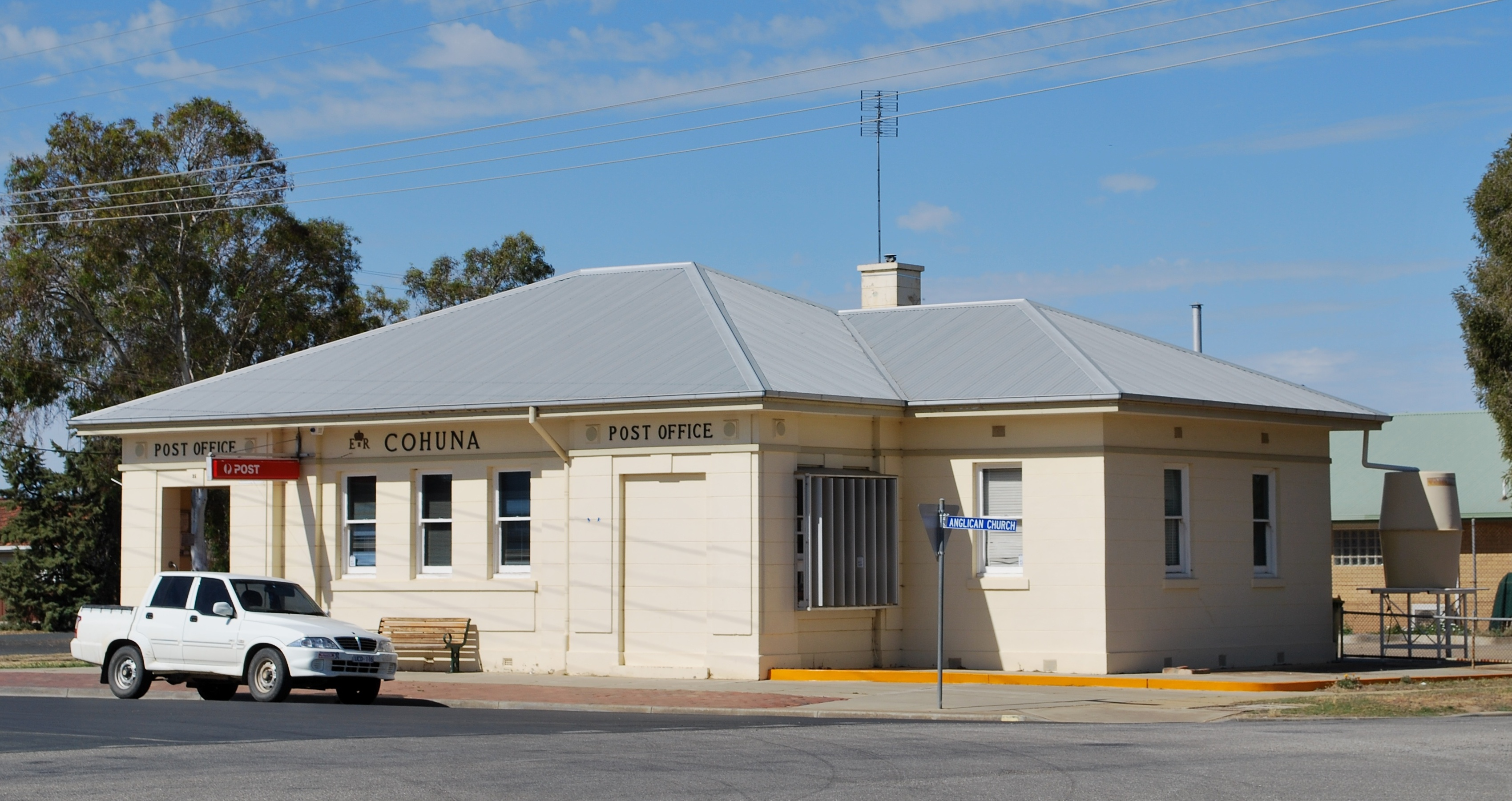
Поштове відділення міста.
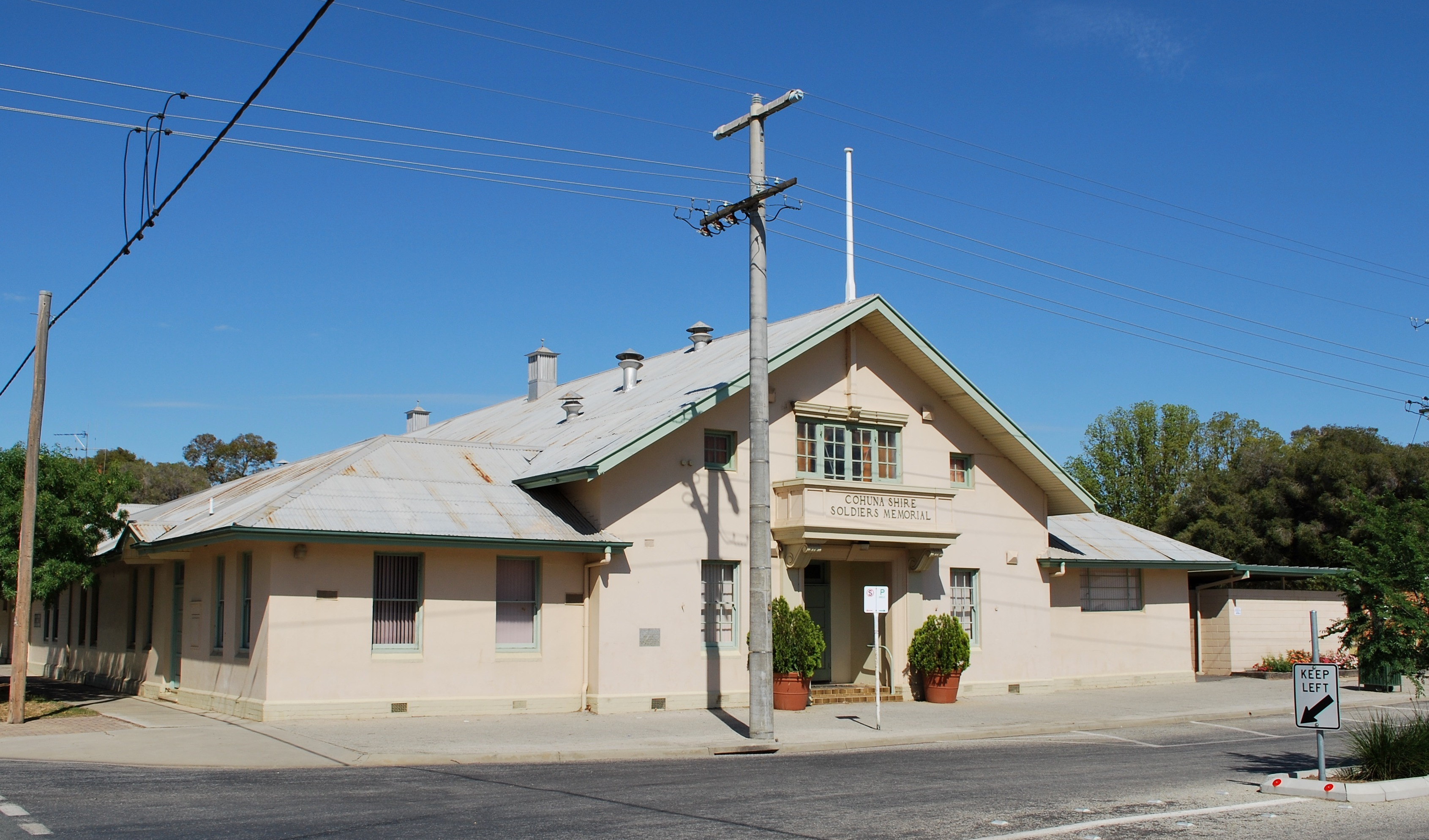
Зал пам'яті в місті.
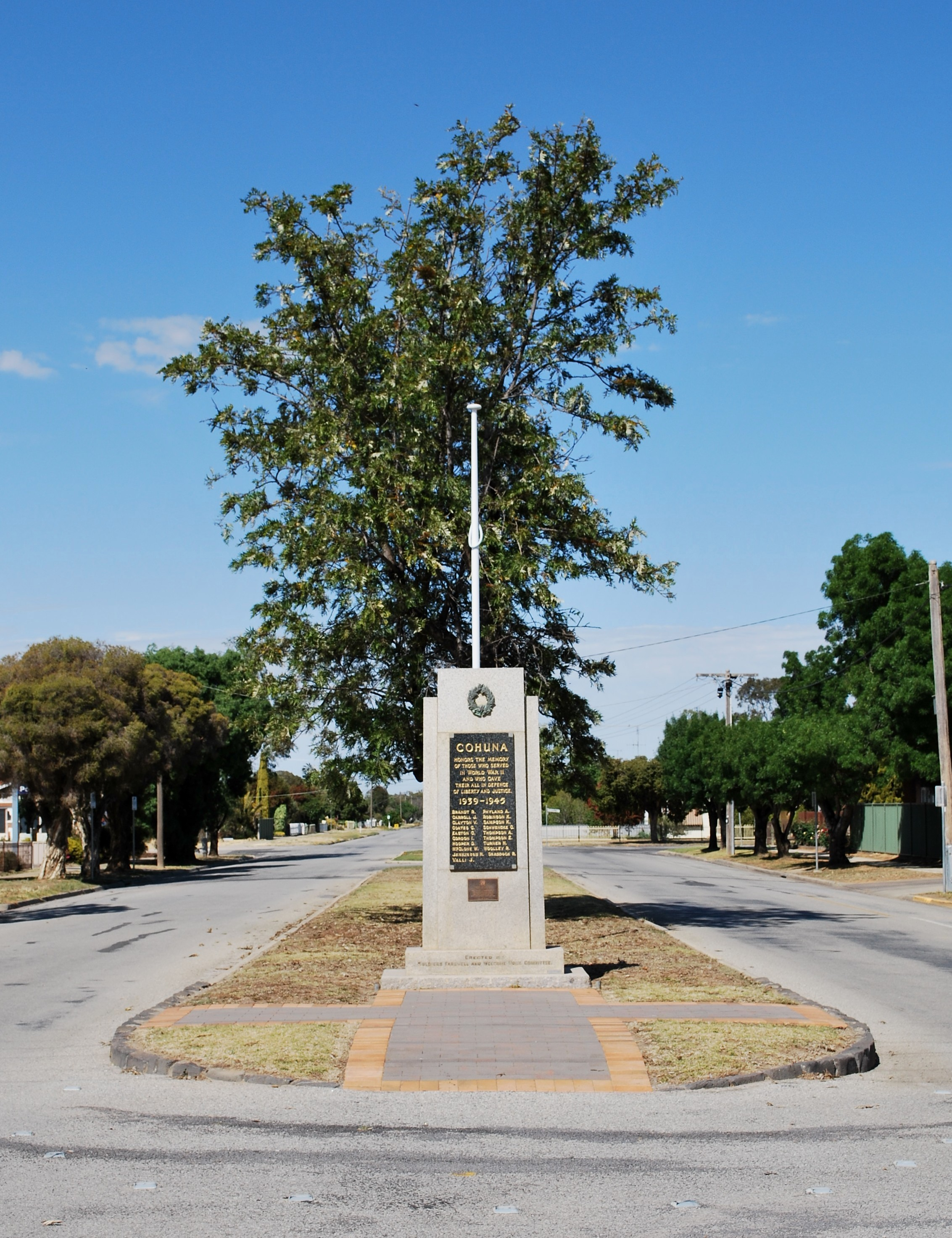
Пам'ятник жертвам Другої світової війни в Когуна.
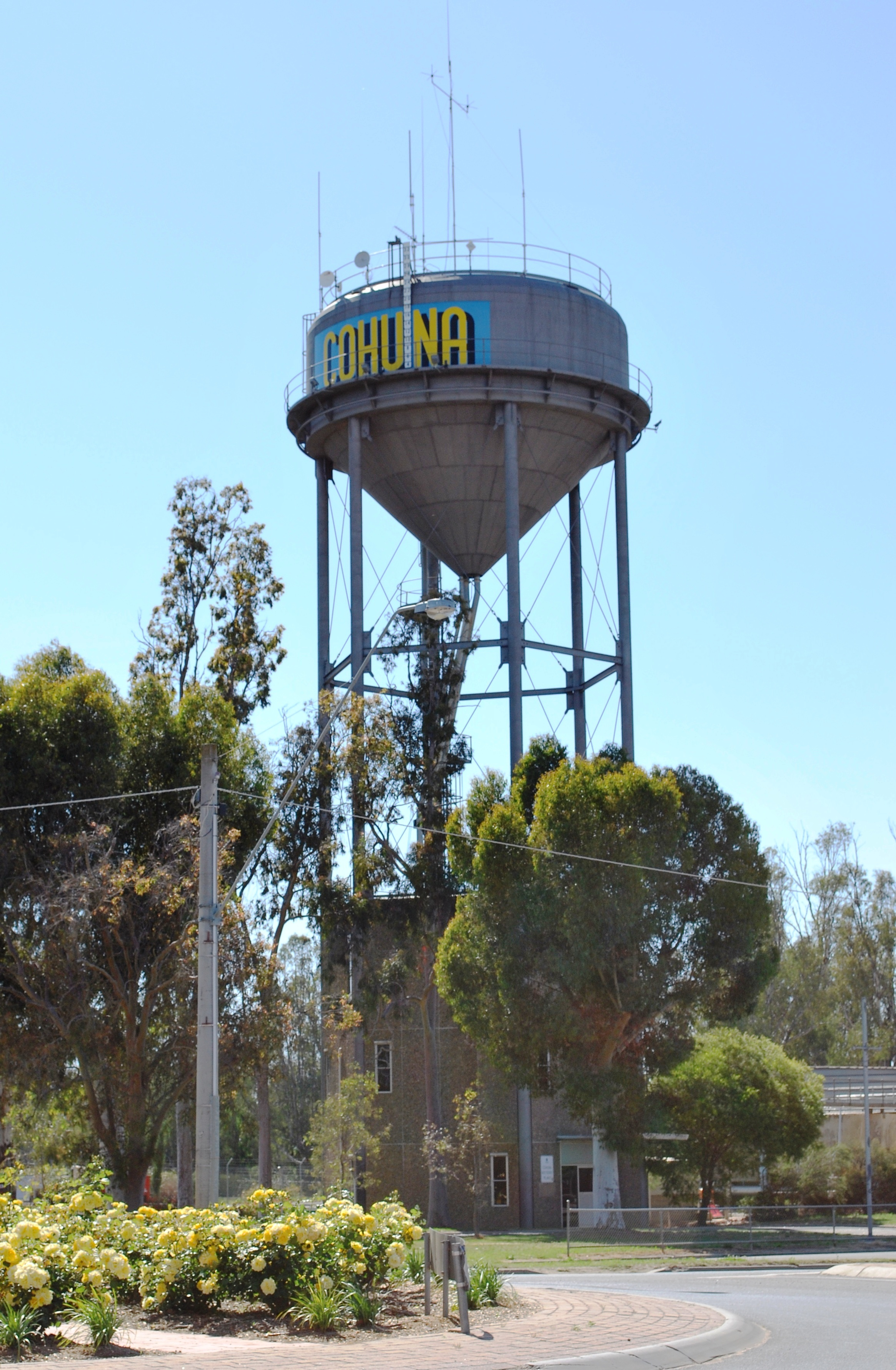
Водонапірна вежа міста.